# ランデの間隔則
原子物理学においてランデの間隔則（ランデのかんかくそく、英: Landé interval rule）とは、スピン軌道相互作用が小さい場合（つまりLS結合が成り立つ場合）、「全角運動量量子数Jの成分とJ-1の成分の間のエネルギー間隔は、Jに比例する」という規則のことを指す。